# Poupette Kenza
Pour les articles homonymes, voir Poupette.
Kenza Benchrif, plus connue sous le pseudonyme de Poupette Kenza, née le 29 juin 2000 à Mont-Saint-Aignan (Seine-Maritime), est une influenceuse web franco-marocaine.
Elle se fait connaître sur Snapchat en 2021, après s'être filmée en train de pleurer après un vol de voiture.

## Biographie

### Enfance
Kenza Benchrif naît le 29 juin 2000 à Mont-Saint-Aignan, dans une famille marocaine. Elle acquiert la nationalité française le 21 août 2006, par l'effet collectif attaché à la naturalisation de ses parents. Ceux-ci se séparent quand elle a 15 ans, ce qui constitue alors la « pire époque de [sa] vie » selon elle.

### Carrière sur internet
Elle débute en 2019 sur les réseaux sociaux, alors qu'elle vit encore chez sa mère.
Dès 2022, elle s'interroge sur les retombées négatives qu'implique l'exposition de sa vie privée. Dès cette époque, elle connaît des phases de doute, où elle envisage de quitter les réseaux sociaux.
Le 18 janvier 2023, son compte Snapchat est banni, avant d'être rétabli quelques jours après. Le 23 janvier 2023, elle ouvre un compte TikTok et en quelques heures, elle comptabilise plus de 500 000 abonnés et lance un live TikTok réunissant plus de 100 000 spectateurs.
En février 2023, elle est l'influenceuse française la plus suivie sur le réseau social Snapchat, avec plus d'un million d'abonnés,. Le Parisien estime que Kenza Benchrif, tantôt adulée tantôt haïe, est clivante dans son milieu, qui formerait « une communauté toxique ».
Début 2023, elle s'installe à Dubaï, pays dans lequel BFMTV voit « une terre de refuge pour une grande partie des influenceurs français ». Selon Le Point, les raisons de cette décision peuvent être fiscales ou, comme le note le site Bladi.net, d'échapper au harcèlement pour des raisons religieuses, consistant par exemple à lui reprocher de célébrer la fête des Mères, ou son supposé manque de pratique religieuse.
Pour la chercheuse Virginie Spies, « alors que beaucoup d'influenceurs passent par la case téléréalité avant de devenir des stars sur les réseaux sociaux, Poupette Kenza a fait de son quotidien une téléréalité […]. Elle est devenue une téléréalité à elle toute seule ». Pour la chercheuse de l'université d'Avignon, « si Poupette Kenza est un symptôme, c’est celui d’une société malade de la surexposition ».
Son activité est marquée par le grand nombre de ses contributions, « plusieurs dizaines par heure généralement » sur Instagram selon BFMTV, tandis que Le Monde relève « entre vingt et trente snaps par heure », et des « centaines de vidéos postées chaque jour ». Selon 20 Minutes, « son métier consiste, en substance, à poster sur les réseaux sociaux des photos et des vidéos d’elle, de ses enfants et de son mari ».

## Polémiques

### Maltraitance
En février 2023, Kenza Benchrif est placée en garde à vue pour « soustraction par le parent d’un enfant mineur sans motif légitime à ses obligations légales compromettant sa santé, sécurité, moralité ou son éducation ». Il lui est également reproché d'exposer publiquement ses enfants, par le biais de ses réseaux sociaux, ce qui entraîne un signalement de la part de deux députés, Bruno Studer et Sarah Tanzilli.

### Abus de confiance
Dans le cadre d'une cagnotte humanitaire au bénéfice d'un orphelinat marocain, Kenza Benchrif est accusée d'abus de confiance. En juillet 2023, un accord est trouvé et l'association déclare renoncer à aller en justice.

### Accusation d'antisémitisme
En mai 2024, Kenza Benchrif fait parler d'elle à la suite de propos antisémites. Le 15 mai, dans le contexte de la guerre israélienne contre le Hamas, elle déclare à travers une story Instagram : « Je ne travaille avec aucune personne sioniste ou juive ». À la suite de cette déclaration, l'Union des étudiants juifs de France annonce porter plainte. Dans la foulée, l'influenceuse présente ses excuses, expliquant s'être mal exprimée et affirme ne pas être antisémite, mais être « juste contre les sionistes et ceux qui financent le génocide ». Selon Le Point, ses propos « semblent surtout relever d'un manque de réflexion » et ayant pour but de ne pas être visée par la campagne Block Out 2024, qui incite à bloquer sur les réseaux sociaux les comptes des personnalités qui ne soutiennent pas les Palestiniens.
Le 17 mai, Aurore Bergé, ministre déléguée chargée de l’Égalité entre les femmes et les hommes et de la Lutte contre les discriminations, annonce que la Délégation interministérielle à la lutte contre le racisme, l'antisémitisme et la haine anti-LGBT saisira le procureur de la République.
En retour, l'influenceuse s'insurge de ne pas recevoir de soutien de la part des musulmans et des Maghrébins et affirme avoir reçu des messages d'insultes et de menaces de la part de « sionistes » qu'elle accuse d'en faire « un sujet d'État ».

## Affaires judiciaires

### Publicité mensongère
En juin 2023, Kenza Benchrif fait l'objet d'une sanction de 50 000 € (51 000,25 €2024) de la part de la Direction générale de la Concurrence, de la Consommation et de la Répression des fraudes pour publicité mensongère, à la suite de la promotion d'un appareil de blanchiment des dents,.

### Travail dissimulé
Divers manquements sont notifiés dès septembre 2023 et en septembre 2024, la préfecture de la Seine-Maritime annonce une seconde fermeture administrative temporaire d'un mois du salon de bronzage de Poupette Kenza et de son mari pour travail dissimulé de sept employés. Le montant du préjudice en cotisations et en contributions sociales éludées est évalué à 45 548 € (46 459,19 €2024).
Le 28 janvier 2025, le salon est placé en liquidation judiciaire par le tribunal de commerce de Rouen.

### Extorsion de fonds
À la suite d'une plainte contre X déposée le 23 février 2024 par un couple qui avait été physiquement menacé, Kenza Benchrif est interpellée près de Rouen le 4 juillet 2024,, au lendemain de son arrivée en France de retour de Dubaï.
Le 7 juillet 2024, elle est mise en examen pour « tentative d’extorsion en bande organisée » et « association de malfaiteurs » et incarcérée,. Elle est soupçonnée d’avoir monté ce que Le Parisien estime être « un scénario digne d’un film de gangsters », pour soutirer entre 200 000 € (200 000 €2024) et 350 000 € (350 000 €2024) à une ancienne associée.
Le montant du contrat avec l'homme de main est estimé à « 25 000 € (25 000 €2024) ». En septembre 2024, Kenza Benchrif accuse son mari Allan d'être à l'origine des messages liés à cette extorsion. Il contacte alors le consulat français de Dubaï et organise sa reddition. Il est arrêté le 23 septembre à sa descente d'avion, lors de son retour en France,. Il est ensuite mis en examen.
Selon Le Parisien, Kenza Benchrif bénéficierait de certains privilèges par rapport aux autres détenues enceintes qui seraient « parfois jusqu’à trois dans 9 m2 », tandis qu'elle disposerait « d'une cellule plus grande qu’elle occupe seule ».
Après quatre mois de détention à la maison d'arrêt de Rouen, elle sort de prison sous contrôle judiciaire le 31 octobre 2024, sans passeport et avec l'interdiction de quitter le territoire français. Elle affirme désormais être seule responsable des SMS relatifs à l'extorsion, et qu'elle a accusé son mari à tort.

## Vie privée
Kenza Benchrif est mariée à Allan Liehrmann, footballeur du club Stade Sottevillais de Rouen, rencontré en 2019. En 2024, le couple a trois enfants.

## Ouvrage
- De Poupette à Kenza: Les dix secondes qui ont changé ma vie, Plon, 2025.